# مانويل ويلهلم
مانويل ويلهلم (بالألمانية: Manuel Wilhelm)‏ هو لاعب اتحاد الرغبي ألماني، ولد في 15 ديسمبر 1980 في هايدلبرغ في ألمانيا.